# Kensington (Brooklyn)
Kensington es un vecindario en la parte central del distrito de Brooklyn de Nueva York (Estados Unidos), ubicado al sur de Prospect Park y el Cementerio de Green-Wood. Limita con Coney Island Avenue al este; Fort Hamilton Parkway y Caton Avenue al norte; McDonald Avenue y 36th Street al oeste; y Ditmas Avenue o Foster Avenue (si incluye Parkville, un micro-barrio en gran parte subsumido bajo el visto bueno de Kensington) al sur. Kensington y Parkville están bordeados por las subsecciones Caton Park, Prospect Park South y Ditmas Park de Flatbush al este; Windsor Terrace al norte; Borough Park al oeste; y Midwood al sur.
Kensington es un área predominantemente residencial, con tipos de vivienda que incluyen casas adosadas de ladrillo, victorianas unifamiliares independientes y edificios de apartamentos. Los edificios de apartamentos de ladrillo de antes de la guerra dominan la fachada de Ocean Parkway y Coney Island Avenue, incluidos muchos que funcionan como cooperativas. El vecindario tiene una población diversa con residentes de muchas etnias. Las principales calles comerciales son Coney Island Avenue, Church Avenue, Ditmas Avenue y McDonald Avenue. Ocean Parkway divide el vecindario de este a oeste. El código postal de Kensington es 11218 y es atendido por el distrito 66 de la policía de Nueva York.

## Historia y relación con Flatbush
La tierra donde ahora se encuentra Kensington fue colonizada por primera vez por agricultores holandeses durante el siglo XVII dentro de la ciudad de Flatbush. Fue repoblado por colonos británicos en 1737. Desarrollado por primera vez en 1885 después de la finalización de Ocean Parkway, el vecindario recibió su nombre del lugar y el distrito en el oeste de Londres, a principios de siglo. Ocean Parkway, que comienza en Kensington, se terminó en 1880; cuenta con unas cinco millas (8 km) de centros comerciales ajardinados, bancos, mesas de ajedrez y senderos para caminar y andar en bicicleta, que unen Prospect Park con Coney Island y ahora es parte de Brooklyn-Queens Greenway.
El área pequeña entre las avenidas 18 y Foster, en la parte sur del vecindario, contiene una cuadrícula de calles distintiva ligeramente diagonal y también se conoce como Parkville. El área, originalmente parte de la ciudad de Flatbush, se conocía originalmente como Greenville y su tierra fue adquirida por primera vez en 1852 por Freeman's Association, poco después de la finalización de Coney Island Avenue en el límite este de Kensington y Parkville. La Escuela Pública 92 (luego PS 134) y la iglesia católica de Santa Rosa de Lima se construyeron para dar servicio a la subsección en 1870. Un bibliotecario de la Biblioteca Pública de Brooklyn escribió que "Parkville es uno de esos barrios raros a los que no se suele hacer referencia" debido a su pequeño tamaño.
Después de más oleadas de desarrollo (que abarcan los desarrollos de Kensington Heights del presidente de Brooklyn Real Estate Exchange, Jeremiah Johnson, Jr. alrededor de 1891 y alrededor de 1894 Kensington-in-Flatbush, el primero en las cercanías de Ditmas Avenue y el último posiblemente en el vecindad de Church Avenue; villas suburbanas separadas en Ocean Parkway y contiguas que atrajeron a residentes más ricos de áreas más urbanizadas, incluidas Brooklyn Heights, Bedford-Stuyvesant y Bushwick; estructuras híbridas de apartamentos comerciales/sin ascensor en vías comerciales; y una variedad de piedra caliza- y filas de casas adosadas con fachada de ladrillo), la construcción masiva de viviendas comenzó en serio en la década de 1920, atrayendo a muchos inmigrantes europeos y del Medio Oriente al vecindario. Las estructuras anteriores a menudo coexisten con casas unifamiliares y multifamiliares relativamente modestas de estructura y ladrillo (generalmente unifamiliares o adosadas y con patios y garajes) de este período.

Los edificios de apartamentos (que van desde edificios sin ascensor de cuatro pisos hasta edificios con ascensores más exclusivos de seis pisos) se hicieron cada vez más frecuentes en la parte superior de Ocean Parkway y en su periferia a medida que se construía la línea IND Brooklyn a principios de la década de 1930, reemplazando a muchos de los villas suburbanas. Después de la Segunda Guerra Mundial, el desarrollo de Prospect Expressway aseguró que los edificios de lujo (que ahora superan a menudo los seis pisos debido a las revisiones del código de construcción y los cambios de zonificación, como lo ejemplifican Marlene J. [más tarde conocido como Caton Towers] y las Americana Towers) continuaron desarrollándose en Ocean Parkway y en sus inmediaciones hasta mediados de la década de 1960. Desde la década de 1990, ha habido un resurgimiento notable en varias formas de desarrollo residencial, incluidos nuevos edificios de apartamentos en Ocean Parkway y estructuras más pequeñas en calles laterales.

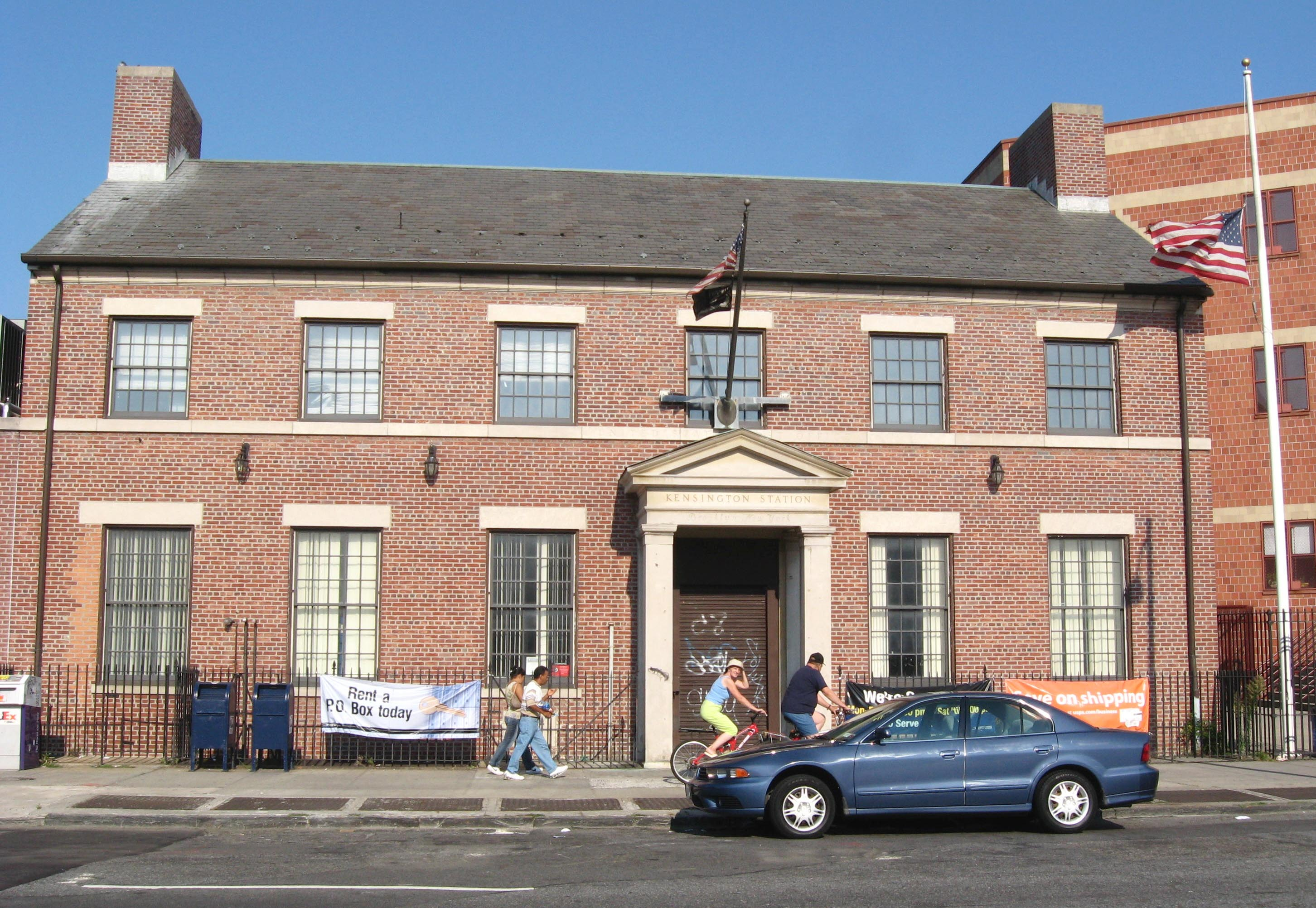
La Oficina de Correos de Kensington, que figura en el NRHP

Durante gran parte del siglo XX, Kensington rara vez se distinguió como un vecindario distinto, y muchos residentes y demógrafos identificaron el área como la sección occidental de Flatbush. El descriptor West Flatbush también fue utilizado por varias organizaciones religiosas y cívicas y planificadores urbanos en la primera mitad del siglo XX antes de caer en desuso en gran medida en la era de la posguerra. Si bien el apodo de Kensington continuó siendo empleado por sucursales de ciertas instituciones gubernamentales (incluido el Departamento de Correos y la Biblioteca Pública de Brooklyn), los demógrafos también lo usaron para diferenciar las extensiones étnicamente heterogéneas la clase trabajadora al oeste de Ocean Parkway. (entonces un enclave de clase media alta, predominantemente estadounidense de origen judío, situado aproximadamente entre las calles residenciales adineradas del Upper West Side y el Grand Concourse de clase media más firme en posición socioeconómica entre la comunidad estadounidense de origen judío de Nueva York en su apogeo social de finales de la década de 1940) de las zonas históricamente prósperas, Old Stock y dominadas por judíos estadounidenses al este de Coney Island Avenue. En sus memorias de 2015, el músico Marky Ramone (que residió en 640 Ditmas Avenue durante gran parte de su infancia en la década de 1960) señaló la distancia del área de las principales vías en el este de Flatbush, lo que requería una zona de dos tarifas en autobús a la Escuela Secundaria Erasmus Hall.
Como cambios demográficos en las zonas del este, ejemplificados por la fuga de blancos entre la comunidad judía estadounidense y el surgimiento concomitante de una comunidad afrocaribeña en las cercanías de Flatbush Avenue, en contraste con la estabilidad demográfica en las zonas de Kensington en medio del cierre de 1956 y el subsiguiente " "Bustitución" de la línea de tranvía de Church Avenue: acelerada a lo largo de la década de 1960, The New York Times caracterizaría a Ocean Parkway como el límite occidental de Flatbush a principios de 1968. Poco después, el gobierno municipal de Nueva York designó informalmente los tramos entre las avenidas McDonald y Coney Island como Kensington en el Plan de 1969 para Nueva York. De manera similar, Gilbert Tauber y Samuel Kaplan afirmaron que el sur de Windsor Terrace, las zonas tradicionales de Kensington y el oeste de Midwood constituían el vecindario en expansión de "Kensington-Ocean Parkway" en The New York City Handbook, publicado por primera vez por Doubleday en 1966. (De hecho, después de que se establecieran las juntas comunitarias contemporáneas de Nueva York en 1963, gran parte de la actual Kensington se agregó a la Junta Comunitaria de Brooklyn 12 dominada por Borough Park, posiblemente derivada de la afiliación del líder demócrata de Kensington, Howard Golden, con la junta de Borough Park. el entonces poderoso Roosevelt Club. Por el contrario, las zonas del este de Flatbush y Midwood se incorporaron a la Junta Comunitaria de Brooklyn 14, una división que perdura hasta el presente.)
Aunque la formación de organizaciones comunitarias como Kensington/Flatbush Preservation Association popularizaría aún más el apodo durante la década de 1970, los informes de prensa continuaron describiendo el área como Flatbush. Durante este período, las zonas de Kensington comenzaron a experimentar cambios demográficos significativos. La mayoría de las iglesias protestantes de la zona se vieron obligadas a cerrar debido a la falta de feligreses, mientras que la antigua comunidad estadounidense de origen irlandés de la zona fue suplantada en gran medida por una nueva ola de italoestadounidenses en ascenso que se mudaron de las secciones menos deseables del South Brooklyn, en paralelo con los desarrollos en las cercanías. Parque del Atardecer. En una entrevista de 1974 con Wendy Schuman de The New York Times, un banquero opinó que Ocean Parkway "simplemente [ya no era] prestigiosa" ya que los residentes más jóvenes adoptaron gradualmente la suburbanización de la posguerra, dejando una población étnica blanca sustancial y que envejecía rápidamente renuente a mudarse debido a las favorables leyes de regulación de alquileres de Nueva York. Otro residente que se mudó recientemente a Ocean Parkway citó el aislamiento percibido del área del este de Flatbush, ahora una comunidad predominantemente caribeña estadounidense, como su ímpetu para la reubicación: "Soy un fanático. No me importa cuánto dinero tengan. No me voy a vivir con negros y puertorriqueños. Me mudaré y seguiré moviéndome. Hace cinco años le habría dado un puñetazo en la nariz a un tipo por hablar así".
A principios de la década de 1980, los intereses inmobiliarios adoptaron rápidamente la designación de Kensington cuando estos inquilinos (que a menudo se identificaban como residentes de Flatbush) comenzaron a morir o jubilarse en otro lugar, lo que llevó a una mayor conciencia del nombre a través de un exceso de publicidad. Durante este período, el área se volvió deseable para una amplia gama de neoyorquinos (incluidos los residentes de Park Slope afectados negativamente por la gentrificación; judíos ortodoxos, afroamericanos e hispanos y latinoamericanos de otros vecindarios cercanos; y una variedad de comunidades de inmigrantes posteriores a 1965) como un lugar de alquileres relativamente asequibles y el floreciente movimiento de conversión cooperativa de la ciudad, afianzando aún más la noción de Kensington como un vecindario discreto entre los nuevos residentes. En 1983, The New York Times describió el límite de Ocean Parkway como un límite vestigial en un artículo sobre la Junta Comunitaria 14 tramos de Flatbush. Sin embargo, el sociólogo William B. Helmreich del City College of New York y del CUNY Graduate Center incluyó a Kensington dentro de los límites de Flatbush (aunque reconoció su mezcla demográfica única y su perfil arquitectónico comparativamente más bajo) en The Brooklyn Nobody Knows (2016). La firma de bienes raíces Corcoran Group también ha señalado que el vecindario "a veces se considera parte de la masa de tierra vecina de Flatbush" en su guía del área. Además, los miembros de las comunidades judías ortodoxas " frum " en el área con frecuencia extienden los límites de Flatbush a un área que corresponde (y a menudo excede) al municipio anterior a la consolidación, incluidos los contemporáneos Kensington y Midwood.
El 30 de septiembre de 2019, una explosión de fuego en 820 Friel Place provocó el colapso parcial de un edificio e hirió a 3 personas.

## Demografía
Según los datos del censo de Estados Unidos de 2010, la población de Kensington-Ocean Parkway era de 36 891, una disminución de 46 (0,1 %) de los 36 937 contados en 2000. Con una superficie de 148 ha, el barrio tenía una densidad de población de 25 000 hab./km².
La composición racial del vecindario era 47,9 % (17 686) blanca, 6,9 % (2558) afroamericana, 0,1 % (49) nativa americana, 24,1 % (8879) asiática, 0,0 % (9) isleña del Pacífico, 0,7 % (274) de otras razas, y 2,5% (926) de dos o más razas. Hispanos o latinos de cualquier raza eran el 17,6% (6510) de la población.
Kensington es un vecindario muy diverso, que contiene comunidades del sur de Asia (bangladesí, paquistaní e india), judía ortodoxa (jasídica), latinoamericana, asiática central (uzbeka y tayika principalmente), polaca, italiana, australiana y rusa.
Los datos del censo de 2020 del Departamento de Planificación Urbana de la Ciudad de Nueva York mostraron que los rangos de población blanca y asiática son aproximadamente iguales, con cada una de sus poblaciones entre 10 000 y 19 999 residentes y había entre 5000 y 9999 residentes hispanos, sin embargo, los residentes negros eran menos de 5000.

## Transporte

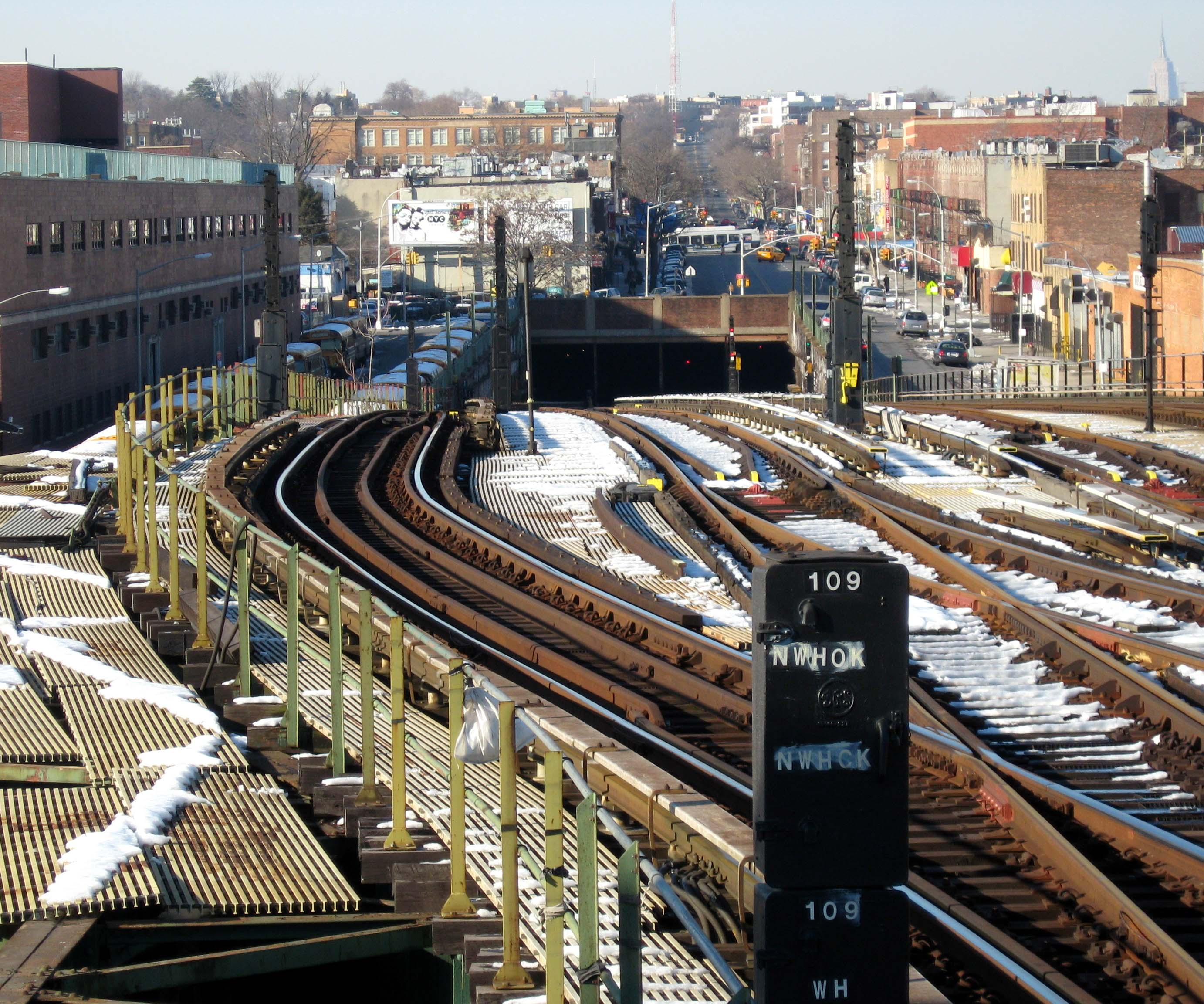
La rampa Culver lleva la línea IND Culver desde un túnel hasta una estructura elevada.

Línea IND Culver del metro de Nueva York (trenes F, <F> y G) corre a lo largo de la parte occidental del vecindario y se detiene bajo tierra en Fort Hamilton Parkway y en Avenida Church. La línea se eleva sobre el suelo hasta una estructura elevada (trenes F y < F >) para dar servicio a las estaciones de Avenida Ditmas y 18.ª Avenida. Además, Kensington cuenta con los autobuses locales B8, B16, B35, B67, B68, B69, B70, B103, así como con los autobuses exprés BM1, BM2, BM3, BM4 a Manhattan.

## Educación

### Biblioteca

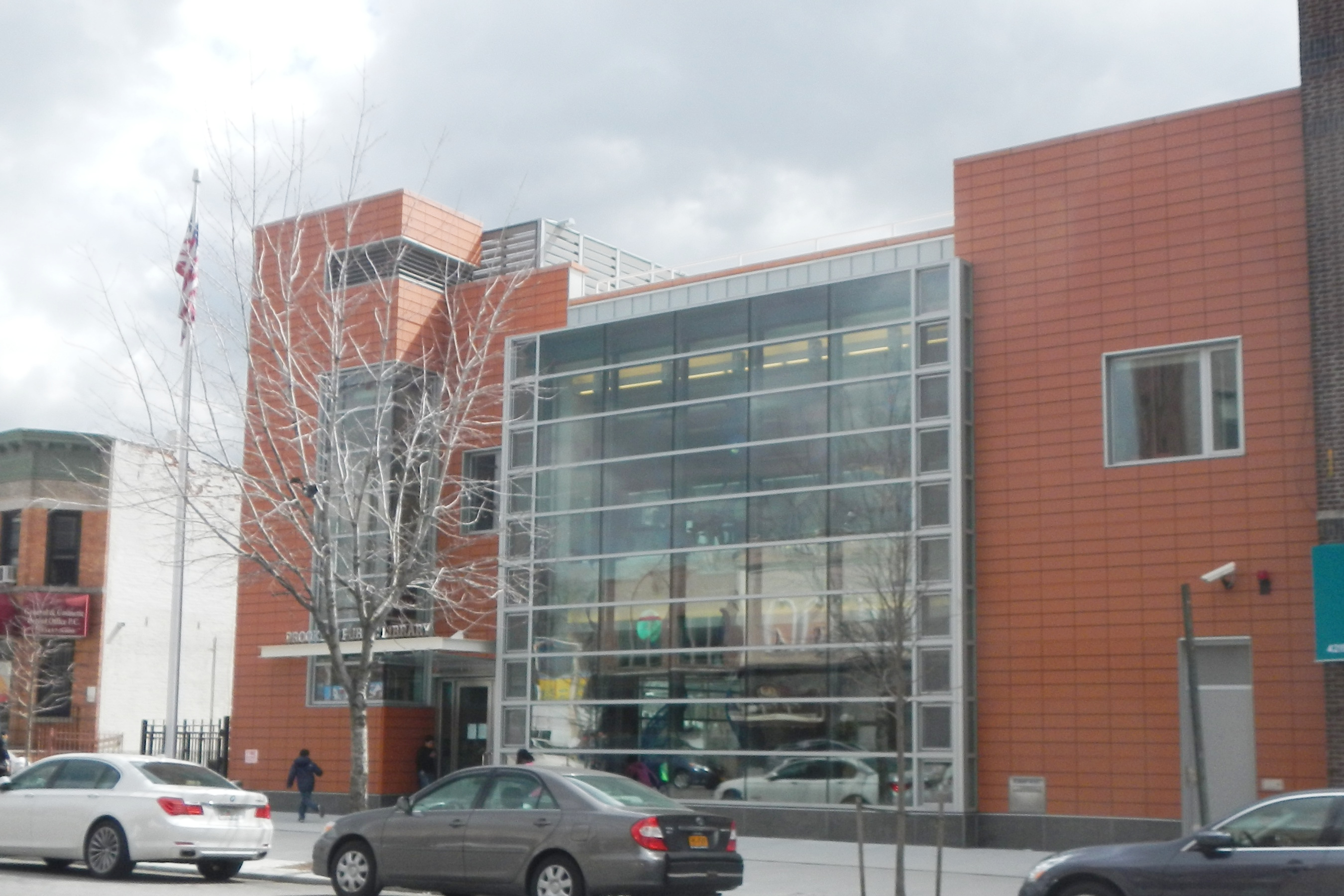
Biblioteca de la Avenida 18

La sucursal de Kensington de la Biblioteca Pública de Brooklyn está ubicada en 4207 18th Avenue, cerca de la intersección de Seton Place y East Second Street. Originalmente se creó en 1908 como una "estación de depósito" con una pequeña colección y estaba ubicada en PS 134, tres cuadras al este de la biblioteca actual. En cuatro años, se había mudado dos veces y, en 1912, se reubicó en 770 McDonald Avenue, en la esquina suroeste de Ditmas Avenue. La biblioteca se mudó nuevamente en 1960 a una ubicación cuatro cuadras al este, en 410 Ditmas Avenue, entre las calles East 4th y East 5th. La instalación actual se inauguró en 2012.

### Escuelas
Las escuelas públicas de Kensington incluyen cuatro escuelas primarias públicas: PS 130 (compartida con Windsor Terrace), PS 230, PS 179 y PS 134. Hay tres escuelas intermedias: MS 839, JHS 62 y JHS 23. La zona no tiene escuelas secundarias públicas. También hay una escuela judía ortodoxa llamada Yeshiva Torah Vodaas.

## Gente notable
- Jo Freeman (nacida en 1945), académica feminista.[46]
- Albert Shanker (1928-1997), presidente de la Federación Unida de Maestros de 1964 a 1985 y presidente de la Federación Estadounidense de Maestros (AFT) de 1974 a 1997.
- Sufjan Stevens (nacido en 1975), cantautor y multiinstrumentista.[47]